# 神奈川県立松陽高等学校
神奈川県立松陽高等学校（かながわけんりつ しょうようこうとうがっこう）は、全日制普通科の高等学校。所在地は神奈川県横浜市泉区和泉町。

## 概要
1972年に開校した神奈川県立の高等学校。神奈川県高等学校の学区制が廃止される直前（2004年度まで）までは横浜西部学区に属していた。

## 沿革
- 1972年
  - 4月1日 - 神奈川県立柏陽高等学校（当時は横浜市戸塚区、現在の栄区）内の仮設校舎にて開校
  - 5月1日 - 開校記念式典を挙行（この日を開校記念日とする）
- 1973年4月1日 - 横浜市戸塚区和泉町（現在地）に移転
- 1974年9月28日 - 落成式を挙行　校旗・校歌（作曲今井翼、作詞松下滋）制定
- 1986年11月3日 - 戸塚区が分区したことにより、泉区所在となる

## 交通
出典 : 
- 相鉄いずみ野線 いずみ野駅 より徒歩15分
- 横浜市営地下鉄 立場駅 より神奈川中央交通 い10/い12/立01
  - 以上の路線で、松陽高校前下車。徒歩1分。

## 部活動
出典 : 
2020年12月10日時点

### 運動部
- バスケットボール部（男子・女子）
- 硬式テニス部（男子・女子）
- ソフトテニス部
- バレーボール部（男子・女子）
- ダンス部
- 水泳部
- 陸上競技部
- バドミントン部（男子・女子）
- サッカー部
- フェンシング部
- アメリカンフットボール部
- ハンドボール部
- 体操部
- ラグビー部
- 剣道部

- 硬式野球部

### 文化部
- 軽音楽部
- 写真部
- 吹奏楽部
- 楽曲制作部
- 美術部
- 書道部
- 茶道部
- 科学部

### 同好会
- ESS同好会
- イラスト同好会
- クッキング同好会
- 文芸同好会
- 手芸同好会

## 著名な出身者
- 迫文代（フリーアナウンサー）
- 比留川游（モデル）
- 加瀬亮（俳優）
- 輝良まさと（元宝塚歌劇団花組）
- 塙幸成（映画監督）
- 内田和浩（フリーライター）
- 小嶋裕二三（バスケットボール指導者）
- 藤崎達宏（作家、モンテッソーリ教師）